# CART World Series 1982
CART World Series 1982 vanns av Rick Mears.

## Delsegrare
| Datum        | Bana         | Vinnare         |
| ------------ | ------------ | --------------- |
| 28 mars      | Phoenix      | Rick Mears      |
| 1 maj        | Atlanta      | Rick Mears      |
| 13 juni      | Milwaukee    | Gordon Johncock |
| 4 juli       | Cleveland    | Bobby Rahal     |
| 18 juli      | Michigan     | Gordon Johncock |
| 1 augusti    | Milwaukee    | Tom Sneva       |
| 15 augusti   | Pocono       | Rick Mears      |
| 29 augusti   | Riverside    | Rick Mears      |
| 19 september | Road America | Hector Rebaque  |
| 26 september | Michigan     | Bobby Rahal     |
| 6 november   | Phoenix      | Tom Sneva       |

## Slutställning
| Plats | Förare                | Team                    | Poäng |
| ----- | --------------------- | ----------------------- | ----- |
| 1     | Rick Mears            | Penske Racing           | 294   |
| 2     | Bobby Rahal           | Truesports Co.          | 242   |
| 3     | Mario Andretti        | Patrick Racing          | 188   |
| 4     | Gordon Johncock       | Patrick Racing          | 186   |
| 5     | Tom Sneva             | Bignotti-Cotter Racing  | 144   |
| 6     | Kevin Cogan           | Penske Racing           | 136   |
| 7     | Al Unser              | Longhorn Racing         | 125   |
| 8     | Geoff Brabham         | Bignotti-Cotter Racing  | 110   |
| 9     | Roger Mears           | Machinists Union Racing | 103   |
| 10    | Tony Bettenhausen Jr. | H&R Racing              | 80    |
| 11    | Bill Alsup            | Alsup Racing            | 70    |
| 12    | Johnny Rutherford     | Jim Hall Racing         | 62    |
| 13    | Howdy Holmes          | Doug Shierson Racing    | 56    |
| 14    | Josele Garza          | Garza Racing            | 56    |
| 15    | Hector Rebaque        | Forsythe Racing         | 48    |
| 16    | Gary Bettenhausen     | H&R Racing Gohr Racing  | 46    |